# NGC 6260
NGC 6260 (również PGC 59142) – galaktyka spiralna (Sc), znajdująca się w gwiazdozbiorze Smoka. Odkrył ją Lewis A. Swift 5 sierpnia 1886 roku.